# Dätwyler Holding
Die Dätwyler Holding AG mit Sitz in Altdorf UR ist ein international tätiger Schweizer Industriekonzern, der als industrieller Zulieferer technischer Komponenten tätig ist. Die Unternehmensgruppe konzentriert sich dabei auf Nischenmärkte mit Wachstumspotential.
Dätwyler verfügt über ein Netz von 27 Produktionsstandorten auf vier Kontinenten mit Verkäufen in über 100 Ländern und beschäftigt circa 8'000 Mitarbeitende. 2023 wies der Konzern einen Umsatz in Höhe von 1'151.5 Millionen Schweizer Franken aus. Das Unternehmen ist an der Schweizer Börse SIX Swiss Exchange kotiert. 2024 wurde das Unternehmen von der Agentur EcoVadis für seine Nachhaltigkeit ausgezeichnet.

## Tätigkeitsgebiet
Der Konzern ist spezialisiert auf die Entwicklung und Herstellung von systemkritischen Elastomerkomponenten und teilt sich in die beiden Geschäftseinheiten Healthcare Solutions und Industrial Solutions auf.
Der Bereich Healthcare Solutions stellt Dichtungskomponenten und Verschlüsse aus Gummi, Plastik und Aluminium für Verabreichungssysteme für injizierbare Arzneimittel und Impfstoffe her. Beispiele für Verabreichungssysteme sind Spritzen, Pens und Autoinjektoren.
Der Bereich Industrial Solutions ist spezialisiert auf Dichtungslösungen aus Elastomer-, Flüssigsilikonkautschuk- und Thermoplastwerkstoffen für elektrische Steckverbindungen, Anwendungen in der Mobilitäts- und Wasserstoff-Industrie und weiteren Industriesektoren. Das Unternehmen entwickelt und produziert zudem Aluminiumverpackungs- und Dichtungslösungen für die Lebensmittelindustrie.

## Geschichte
Das Unternehmen hat seine Wurzeln in den Schweizerischen Draht- und Gummiwerken, deren Leitung Adolf Dätwyler 1915 übernahm. 1917 wurden die damals finanziell angeschlagenen Schweizerischen Draht- und Gummiwerke auf Initiative Dätwylers von einem Finanzsyndikat übernommen. Durch ein Management-Buy-out wurde Adolf Dätwyler 1920 Mehrheitsaktionär.
1935 entstand in Pratteln die Firestone-Fabrik für Autoreifen. In der Folge tätigte das Unternehmen mehrere Akquisitionen, unter anderem übernahm es 1947 die Gummi Maag AG Zürich (heute Maagtechnic) und beteiligte sich 1949 an der Stahlrohr AG Rothrist (späterRothrist Rohr (Schweiz) AG).
1958 wurden die Gruppenunternehmen in einer neu geschaffenen Holding zusammengefasst. Gleichzeitig übernahm mit Peter und Max Dätwyler die zweite Generation die operative Leitung der Firmengruppe.
Ab 1968 begann das Unternehmen eine selektive Expansion ins Ausland, mit dem Ziel, sich mit Marktnischenprodukten zu profilieren.
1979 übernahm das Unternehmen Distrelec.
1986 öffnete sich die Dätwyler Holding durch einen Börsengang dem Publikum, wobei die Kapitalmehrheit weiterhin bei der Familie Dätwyler verblieb. Als letzter Vertreter der Gründerfamilie trat Max Dätwyler 1999 altershalber aus dem Verwaltungsrat der Dätwyler Holding AG zurück. Im Rahmen der Regelung der Unternehmensnachfolge für die Dätwyler Holding AG hatten zuvor 1990 die beiden Brüdern Peter und Max Dätwyler mit privaten Mitteln die Dätwyler Stiftung gegründet, die schweizweit Projekte und Institutionen fördert, die einen geographischen, thematischen oder personellen Bezug zum Kanton Uri haben.
Im Jahr 2000 erwirtschaftete die Dätwyler-Gruppe erstmals einen Umsatz von mehr als einer Milliarde Schweizer Franken.
Der Bereich Präzisionsrohre wurde im Dezember 2007 an das deutsche Industrieunternehmen Benteler verkauft. 
2008 wurde die Handelssparte ausgebaut mit der Übernahme der schwedischen ELFA-Gruppe, die heute als ELFA Distrelec firmiert.
Im Jahr 2010 wurde der Versandhändler Reichelt Elektronik in die Dätwyler-Gruppe integriert. Dieses Unternehmen wurde im September 2021 verkauft an die deutsch-schweizerische Beteiligungsgesellschaft Invision.
2012 wurde der Konzernbereich Cabling Solutions an die Mehrheitsaktionärin Pema Holding AG verkauft und die beiden Konzernbereiche Pharma Packaging und Sealing Technologies zum Konzernbereich Sealing Solutions zusammengeführt.
Im Juni 2016 gab die Dätwyler Holding bekannt, den britischen Elektronikdistributor Premier Farnell für 615 Mio. £ übernehmen zu wollen. Die Übernahme scheiterte jedoch, nachdem ein US-Wettbewerber ein höheres Angebot gemacht hatte.
Im August 2016 gab Dätwyler die Übernahme der deutschen Firma Ott aus Cleebronn bekannt.
Im Dezember 2019 wurden die Marken Distrelec und Nedis aus dem Geschäftsbereich Technical Components von der Private-Equity-Gesellschaft Aurelius übernommen.
2020 organisierte sich der Konzern nach der Devestition des Distributionsgeschäfts neu und fokussiert sich von nun an auf die Herstellung systemkritischer Elastomerkomponenten. Das Geschäft wurde in die Business Areas Healthcare Solutions und Industrial Solutions aufgeteilt.
Mit der Übernahme von Yantai Xinhui Packing 2021 schaffte sich das Unternehmen einen direkten Zugang zum chinesischen Gesundheitsmarkt.
2022 übernahm der Konzern den US-amerikanischen Anbieter für Dichtungen und Komponenten für elektrische Steckverbindungen QSR.